# Mavado (chanteur)
Pour les articles homonymes, voir Mavado.
Mavado, de son vrai nom David Constantine Brooks, né le 30 novembre 1981 à Kingston en Jamaïque, est un chanteur de dancehall jamaïcain qui a signé avec We The Best Music Group et anciennement avec Cash Money Records.

## Discographie

### Albums
- 2007 : Gangsta for Life: The Symphony of David Brooks
- 2009 : Mr. Brooks...A Better Tomorrow

### Singles
- 2015 : Ghetto Bible
- 2014 : Tie Yuh
- 2014 : Ben Ova
- 2014 : My Own
- 2013 : Million Dollar Man

### Avec des artistes principaux
- 2012 : Take It, feat. Karian Sang
- 2013 : Give It All To Me, feat. Nicki Minaj

### En featuring avec des artistes
| Année | Single                                                           | Positions des pics | Album             |
| Année | Single                                                           | FR                 | Album             |
| ----- | ---------------------------------------------------------------- | ------------------ | ----------------- |
| 2008  | Caribbean Connection (Lil' Kim featuring Wyclef Jean and Mavado) | —                  | Non/Album/Singles |
| 2012  | One by One (Laza Morgan featuring Mavado)                        | 34                 | Non/Album/Singles |
| 2013  | Lighters Up (Snoop Lion featuring Popcaan and Mavado)            | —                  | Reincarnated      |
| 2015  | Ratpis (Booba featuring Mavado)                                  |                    | D.U.C             |
| 2018  | God Knows (Kalash featuring Mavado)                              |                    | Mwaka Moon        |

## Apparitions
- 2008 : We're On Fire, avec Foxy Brown sur son album Brooklyn's Don Diva
- 2009 : Sunrise, avec Vybz Kartel sur son album Most Wanted
- 2012 : Who Wan Test, avec Nino Brown sur son album We Don't See'em 3
- 2012 : Suicidal Thoughts, avec DJ Khaled sur son album Kiss The Ring
- 2012 : Weed & Hennessy, avec DJ Khaled sur son album Suffering From Success (Deluxe version)
- 2013 : Fuck What Happens Tonight, avec French Montana et DJ Khaled, Mavado, Ace Hood, Snoop Dogg puis Scarface sur son album Excuse My French
- 2013 : Ghetto Prayer, avec French Montana
- 2013 : On Top of My Game, avec Papoose sur The Nacirema Dream
- 2014 : Buss Guns, avec Ace Hood sur Starvation 3
- 2014 : Mafia Music III, avec Rick Ross sur Mastermind
- 2014 : Lady Patra, avec Iggy Azalea sur The New Classic
- 2014 : The Hustler, avec LL Cool J sur G.O.A.T. 2
- 2015 : Ratpis, avec Booba sur son album D.U.C
- 2016 : 9 avec Drake sur son album VIEWS
- 2019 : Divine, avec Kalash sur son album Diamond Rock